# Leiden X-papyrusen

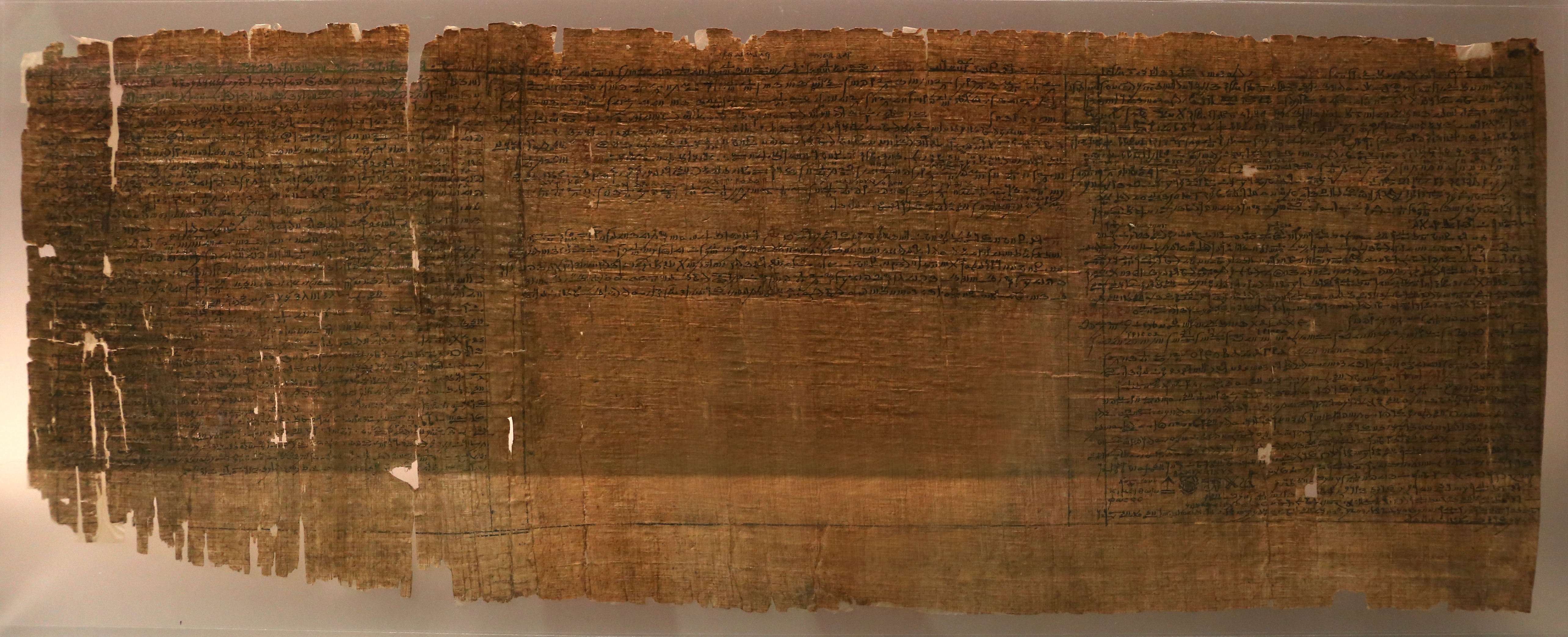
Leiden X-papyrusen

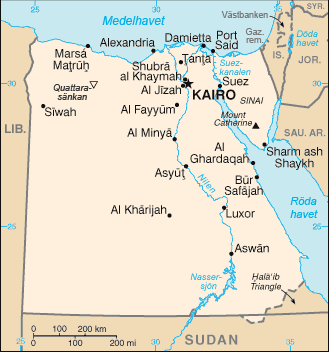
Fyndplatsen Thebe ligger nära Luxor

Leiden X papyrusen (även Leyden Papyrus X) är ett papyrusmanuskript från cirka 300-talet e.Kr. Skriften innehåller recept på kemiska processer och är ett av de äldsta bevarade manuskript från alkemins tidiga historia. Manuskriptet ger stor insikt om de kemiska kunskaperna i Egypten och Grekland under Antiken.

## Manuskriptet
Leiden X papyrusen är en välbevarad samling om 10 papyrusark i storlek 30 × 34 centimeter med sammanlagd 111 recept på kemiska arbetsbeskrivningar. Texten är skriven på klassisk grekiska och innehåller mellan 28 och 47 rader per sida.
Recepten beskriver en rad olika processer för metallförädling, tillverkning av olika legeringar, kontroll av metallers renhet, imitation av ädelmetaller och ytfärgning av metaller. Det finns även 15 recept som beskriver hur man kan skriva i guld- och silverbokstäver, samt några recept som beskriver hur man kan färga tyger.

## Historia
Papyrusen upptäcktes 1828 vid utgrävningar nära Thebe där manuskriptet är del i en större samling. Svenske Johann d'Anastasy, som då var svensk generalkonsul i Alexandria, samlade på papyrus och införskaffade en stor mängd manuskript från detta fynd. d'Anastasy sålde senare större delen av sin samling till Nederländerna där även Leiden X-papyrusen ingick.
I Nederländernas fördes manuskripten till Rijksmuseum van Oudheden (Riksmuseet för antikviteter) i Leiden, där de undersöktes under många år innan den första publiceringen gavs ut år 1843 och hela samlingen publicerades först 1885.
1832 donerade d'Anastasy även delar ur sin samling till Kungliga Vitterhets Historie och Antikvitets Akademien där även Stockholm papyrusen ingick.
Otto Lagercrantz fann senare stora likheter i innehåll, språk och symboler mellan Stockholmpapyrusen och Leiden X papyrusen och kom till slutledningen att båda manuskripten troligen kom från samma tid och författare och tillsammans bildade en tematisk enhet. Leiden X-papyrusen innehåller främst skrifter om metallurgi med bearbetning av metaller och legeringar medan Stockholmpapyrusen innehåller främst skrifter om kemi med färgningsmetoder och bearbetning av pärlor och andra på den tiden värdefulla material.
1904 utkom boken "The demotic magical papyrus of London and Leiden" på Grevels bokförlag med alla texter i hela payrussamlingen.